# Seututie 552
Pour les articles homonymes, voir Route 552.
La route régionale 552 (finnois : Seututie 552) est une route régionale allant Niinivedenpääa à Vesanto jusqu'à Keitele en Finlande,,.

## Présentation
La seututie 552 est une route régionale de Savonie du Nord.

## Parcours
- Vesanto
  - Niinivedenpää
  - Hamula
  - Leppäselkä
- Keitele
  - Hietalahti
  - Keitele